# سیرن‌های تایتان
سیرن‌های تایتان (به انگلیسی: The Sirens of Titan)، دومین رمان کرت وانه‌گت است که اولین بار در سال ۱۹۵۹ به چاپ رسید و به مباحثی همچون اختیار و هدف کلی تاریخ جهان می‌پردازد. سیرن های تایتان موفق شد نامزد جایزه هوگو برای بهترین رمان سال ۱۹۶۰ شود.
بیشتر داستان این کتاب دربارهٔ حملهٔ گروهی از انسان‌ها از مریخ به زمین است.

## داستان
مالاچی کانستنت (Malachi Constant)، یکی از ثروتمندترین مردان آمریکا در آینده است که دارایی‌اش را از پدرش به ارث برده‌است. وینستون نیلز رامفورد (Winston Niles Rumfoord)، او را به منزلش دعوت می کند تا آینده‌اش را برایش پیشگویی کند. رامفورد نیز فردی ثروتمند است که سال‌ها پیش با سفینهٔ فضایی‌اش برای جستجوی فضا رفته‌است و حال دچار پدیده‌ای به نام chrono-synclastic infundibulum شده‌است که باعث می‌شود هرچند مدت یک‌بار به همراه سگ وفادارش کزاک (Kazak) بر زمین ظاهر شود. در یکی از همین ظاهر شدن‌هاست که رامفورد کلیسای جدید خود با نام کلیسای خدای کاملاً بی‌تفاوت (Church of God the Utterly Indifferent) را پایه‌گذاری می‌کند و همزمان افرادی را جذب می‌کند تا به ارتشش در مریخ بپیوندند تا به زمین حمله کند. بقیه کتاب درباره این حمله و استفاده رامفورد از آن برای رسیدن به اهدافش است که در پایان می‌فهمیم او (و همین‌طور تمام انسان‌ها از ابتدای تاریخ تا به امروز) ابزار دست ساکنان سیارهٔ ترالفامادور بوده‌اند.